# Gare de Lurs
La gare de Lurs est une gare ferroviaire française (fermée) de la ligne de Lyon-Perrache à Marseille-Saint-Charles (via Grenoble), située sur le territoire de la commune de Lurs, dans le département des Alpes-de-Haute-Provence, en région Provence-Alpes-Côte d'Azur.
Elle est mise en service en 1872 par la Compagnie des chemins de fer de Paris à Lyon et à la Méditerranée (PLM).

## Situation ferroviaire
Établie à 371 mètres d'altitude, la gare de Lurs est située au point kilométrique (PK) 320,045 de la ligne de Lyon-Perrache à Marseille-Saint-Charles (via Grenoble), entre les gares fermées de Peyruis - Les Mées et de La Brillanne - Oraison.  